# Jania squamata
Jania squamata (Linnaeus) J.H. Kim, Guiry & H.-G. Choi in Ji Hee Kim et al., 2007  é o nome botânico de uma espécie de algas vermelhas pluricelulares do gênero Jania.
- São algas marinhas encontradas na Europa, Ásia (Coreia), África (Marrocos) e ilhas do Atlântico.

## Sinonímia
- Corallina squamata Linnaeus, 1758
- Haliptilon squamatum (Linnaeus) H.W. Johansen, L.M. Irvine & A. Webster, 1973